# Sigillo cilindrico

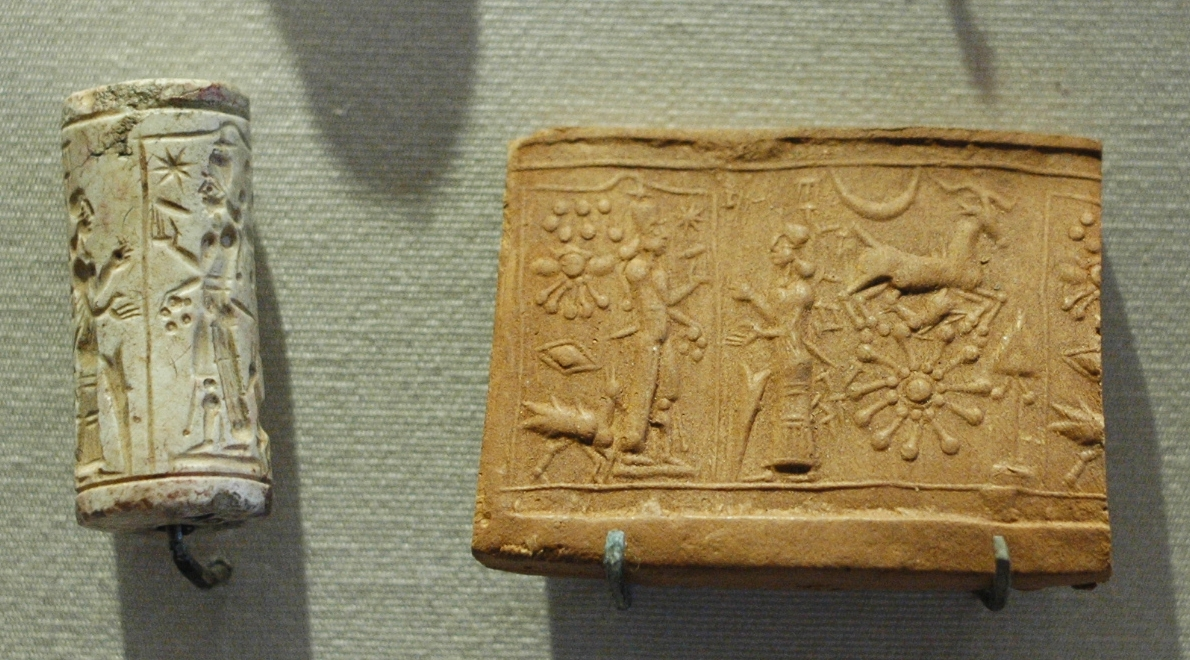
Sigillo cilindrico mesopotamico in calcare e relativa impressione; scena di adorazione di Shamash (Musée du Louvre)

Il sigillo cilindrico era uno strumento amministrativo tipico del Periodo di Uruk, che ha attraversato tutta la storia della Mesopotamia.
Si presenta come un cilindro sulla cui superficie laterale è inciso un particolare disegno. I sigilli cilindrici erano usati nei tempi antichi per stampigliare a scopi amministrativi una serie di simboli su una superficie bidimensionale, generalmente di argilla. Il disegno inciso è un'immagine inversa a quella che si ottiene con la stampigliatura.
Versioni successive videro l'utilizzo della scrittura cuneiforme, con la cui messa a punto i sigilli cilindrici sono peraltro messi in relazione.
I sigilli cilindrici misuravano circa 3 centimetri in altezza, con un diametro di circa 2 centimetri.
Il sigillo era ottenuto da pietre dure (come corniola o lapislazzuli), faience, osso o conchiglia.
Mentre molti sigilli mesopotamici formavano un'immagine tramite l'uso di depressioni sulla superficie del cilindro, alcuni cilindri stampavano l'immagine usando delle aree in rilievo.

## Uso

Impressione di un sigillo cilindrico di San Andres. Sigillo cilindrico di ceramica che fu proposto come forma primaria di Sistema di scrittura in Mesoamerica. Datato approssimativamente 650 a.C.

Le stampe da sigilli cilindrici furono impresse su una grande varietà di superfici:
- tavolette d'argilla
- porte
- giare
- amuleti
- tessuti

## Natura storica e commemorativa
Varie immagini avevano natura storica, sociologica o sacra. Questi erano sigilli di esclusivo possesso delle Autorità, e recenti studi hanno rilevato una natura tematica di questi sigilli, giacché presentavano una idea della società in forma pittografica o testuale.